# Paranthura brucei
Paranthura brucei is een pissebed uit de familie Paranthuridae. De wetenschappelijke naam van de soort is voor het eerst geldig gepubliceerd in 1999 door Negoescu.